# سرخو خال‌سیاه
نام علمی گونه:
(Lutjanus fulviflammus(Forsskal,1775
نام علمی مترادف: 
(Lutjanus fulviflamma (Forsskal,1775
نام انگلیسی: Blackspot snapper
نام فارسی: سرخوخال سیاه 
اندازه : حداکثر اندازه بدن به ۳۵ سانتیمتر و به‌طور متوسط تا ۲۵ سانتیمتر می‌رسد. 
مشخصات : بدن کشیده و سطح چشمی صاف، روی خط جانبی دارای ۴۰ تا ۵۰ عدد فلس نرم می‌باشد، باله‌های کاملاً توسعه یافته، باله پشتی دارای ۱۰ شعاع سخت و ۱۲ تا ۱۳ شعاع سخت و ۷ تا ۸ شعاع نرم است. ردیف فلسهای بالای خط جانبی و زیر باله پشتی مایل بنطر می‌رسند. اولین کمان آبششی دارای ۱۶ تا ۱۹ عدد خار آبششی، رنگ بدن در پشت زرد یا زرد مایل به سبز بوده و یک لکه تیره روی خط جانبی محل اتصال دو باله پشتی وجود دارد. 
زیست‌شناسی : در آبهای کم عمق ساحلی، اطراف جنگلهای حرا، بسترهای پوشیده از گیاه روی بسترهای گلی و صخره‌ای و سنگی از عمق ۳ تا ۳۵ زیست می‌کند، تغذیه آنها از بی مهرگان و ماهیان کوچک می‌باشد. 
نامهای مورد استفاده در جنوب ایران : آگال
وسایل صید: قلاب دستی، گرگور، تورگوشگیر و رشته قلاب طویل.